# Loreta (přírodní památka)
Loreta je přírodní památka v katastrálním území Týnec u Janovic nad Úhlavou v okrese Klatovy. Chráněné území spravuje Krajský úřad Plzeňského kraje.

## Předmět ochrany
Důvodem ochrany je zachování bývalého vápencového dolu, který je zcela ojedinělou přírodovědeckou lokalitou, shrnující význam geologický, speleologický a zoologický, a je dále významnou báňskou památkou.

## Galerie

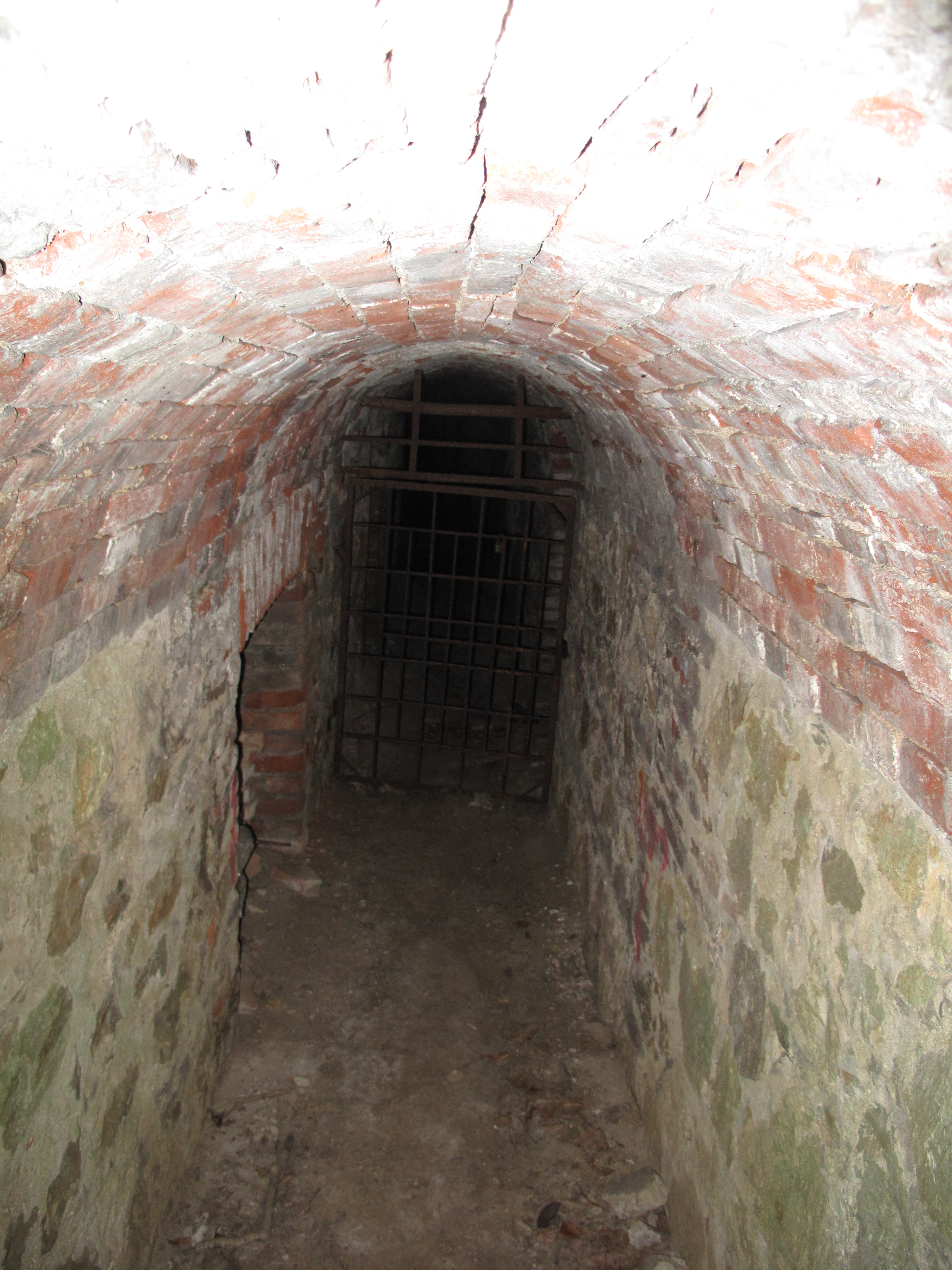
Pohled dovnitř
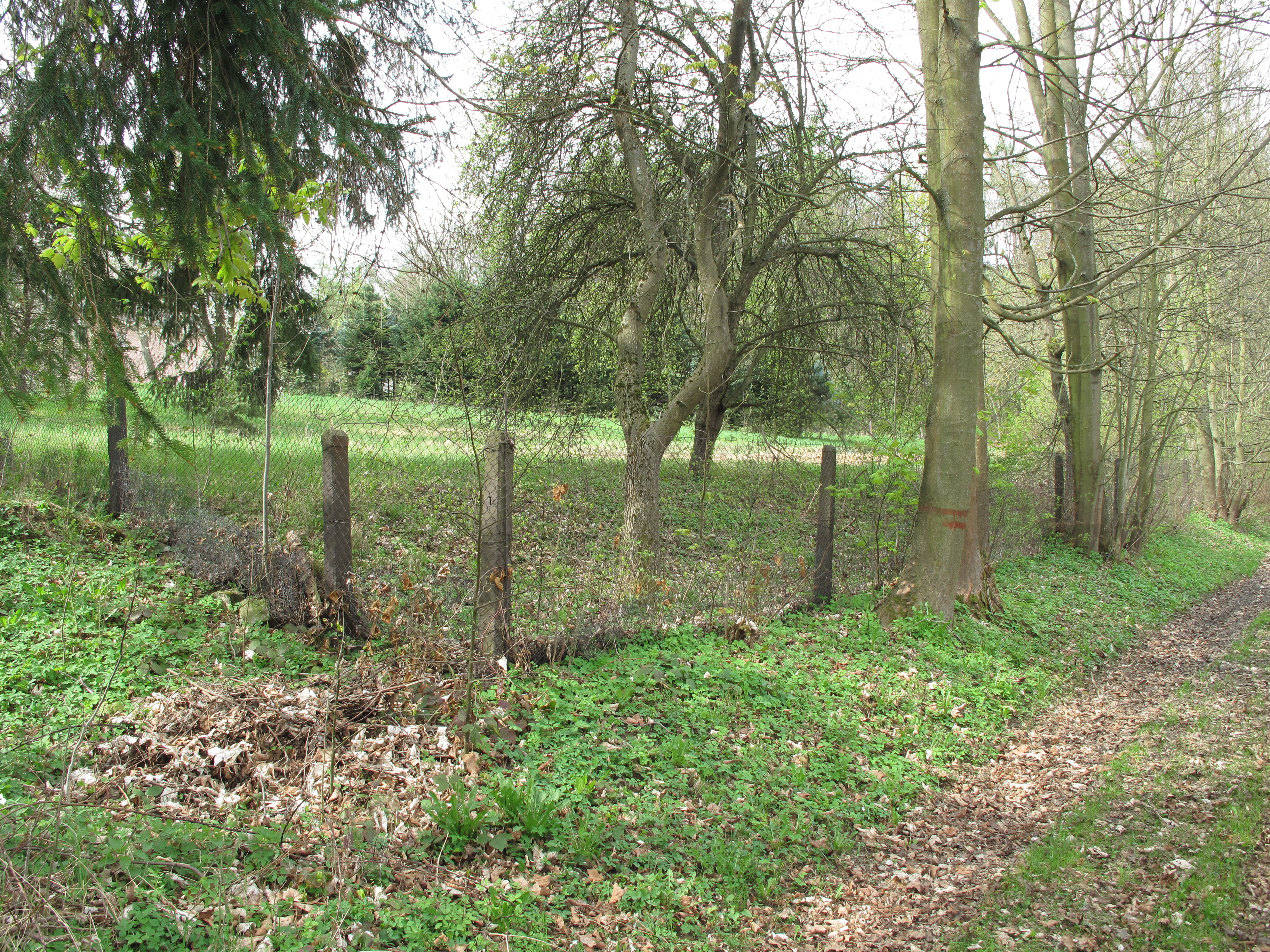
Okolí
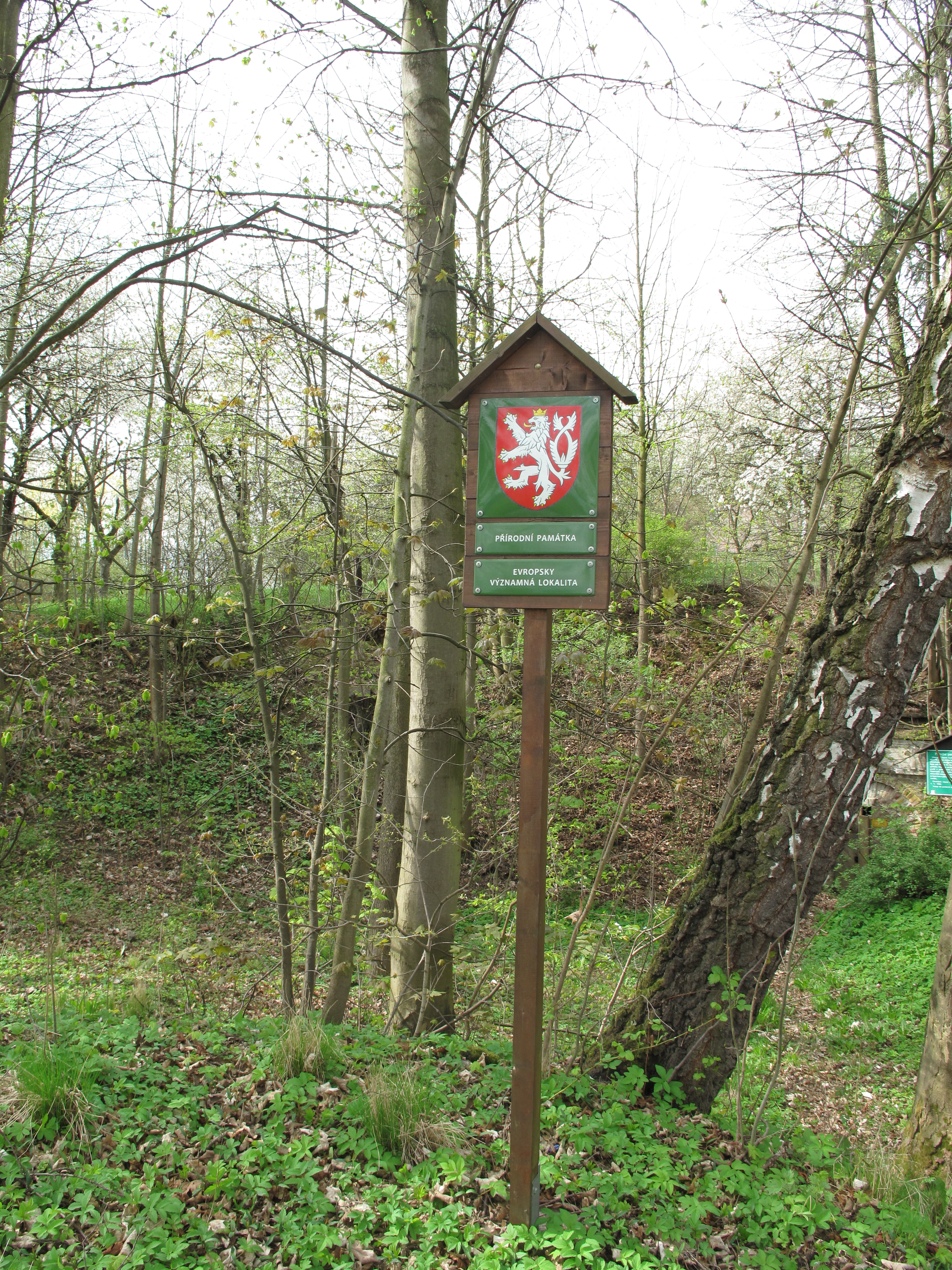
Označení